# Mile Sterjovski
Mile Sterjovski (* 27. Mai 1979 in Wollongong, New South Wales) ist ein australischer ehemaliger Fußballspieler. Sterjovski hat neben der australischen auch die Staatsbürgerschaft von Nordmazedonien.

## Vereinskarriere
Der offensive Mittelfeldspieler mit mazedonischen Wurzeln kam bereits mit 16 Jahren zu seinen ersten Einsätzen in der ersten australischen Liga mit seiner Heimatmannschaft, den Wollongong Wolves. Ab 1997 spielte er dann für Sydney United und Parramatta Power fest in der National Soccer League. Als der Aufsteiger OSC Lille Verstärkungen für die Saison 2000/01 in der ersten französischen Liga suchte, schloss sich Sterjovski dem Verein an und konnte sich dort auch etablieren. Größter Erfolg mit Lille war in der Saison 2003/04 der Gewinn des UI-Cups.
Im Jahr darauf wechselte er zum Schweizer Meister FC Basel, wo er sofort zum Stammspieler wurde und den Meisterschaftserfolg nochmals wiederholen konnte. In der Saison 2005/06 verpasste der FCB zwar knapp einen weiteren Meistertitel, dafür konnte Sterjovski mit dem FC Basel im UEFA-Pokal bis ins Viertelfinale vordringen. In der Saison 2006/07 wurde er mit Basel Pokalsieger. Für die folgende Saison wurde er vom Trainer Christian Gross jedoch nicht mehr berücksichtigt und wechselte deshalb zum türkischen Erstligaaufsteiger Gençlerbirliği OFTAŞ, wo er gleich in seinem Debüt ein Tor erzielte. Im Januar 2008 wechselte er zum englischen Klub Derby County, 18 Monate später wechselte er nach Australien zurück und spielt seither als Marquee für Perth Glory. Nachdem er Anfang 2012 nach China zu Dalian Aerbin gewechselt war, kehrte er bereits Mitte 2012 in die A-League zurück und unterzeichnete einen Vertrag bei den Central Coast Mariners. Am 20. April 2013 konnte er nach einem 2:0-Sieg gegen die Western Sydney Wanderers seine erste australische Meisterschaft feiern.

## Nationalmannschaft
Mile Sterjovski spielt auch für die australische Fußballnationalmannschaft. Mit der U-20-Auswahl nahm er 1999 an der U-20-Weltmeisterschaft in Nigeria teil. 2000 gab er gegen Schottland sein Debüt in der A-Nationalmannschaft und gehörte ein Jahr später zum Aufgebot beim Konföderationen-Pokal 2001, als durch einen 1:0-Sieg über Brasilien der dritte Rang erreicht wurde. 2004 gewann er mit Australien den OFC-Nationen-Pokal. Nachdem Guus Hiddink 2005 Nationaltrainer wurde, wurde er nicht mehr in der Qualifikation zur Fußball-Weltmeisterschaft 2006 eingesetzt, gehörte aber 2006 dennoch zum WM-Aufgebot.
Unter Hiddinks Nachfolger Pim Verbeek qualifizierte sich Sterjovski mit der australischen Nationalelf für die Weltmeisterschaft 2010 in Südafrika.

## Titel und Erfolge
OSC Lille
- UEFA Intertoto Cupsieger: 2004

FC Basel
- Schweizer Meister: 2005
- Schweizer Pokalsieger: 2007
- Uhren Cupsieger: 2006

Central Coast Mariners
- Australischer Meister: 2013